# Bathyphantes paradoxus
Bathyphantes paradoxus là một loài nhện trong họ Linyphiidae.
Loài này thuộc chi Bathyphantes. Bathyphantes paradoxus được Lucien Berland miêu tả năm 1929.